# Col du Fruit
Le col du Fruit est un col de France situé en Savoie, dans le massif de la Vanoise.

## Géographie
Il s'élève à 2 516 mètres d'altitude entre la Petite Saulire au nord-ouest et l'aiguille du Fruit au sud-est. La pointe Émilienne se trouve au milieu du col. Traversé par un sentier de randonnée, il permet de rallier Méribel-Mottaret à l'ouest ou le refuge du Saut au sud à Courchevel au nord.
Le versant ouest du col est inclus dans la réserve naturelle nationale du Plan de Tuéda et son versant oriental — dont la point Émilienne — est inclus dans le parc national de la Vanoise.

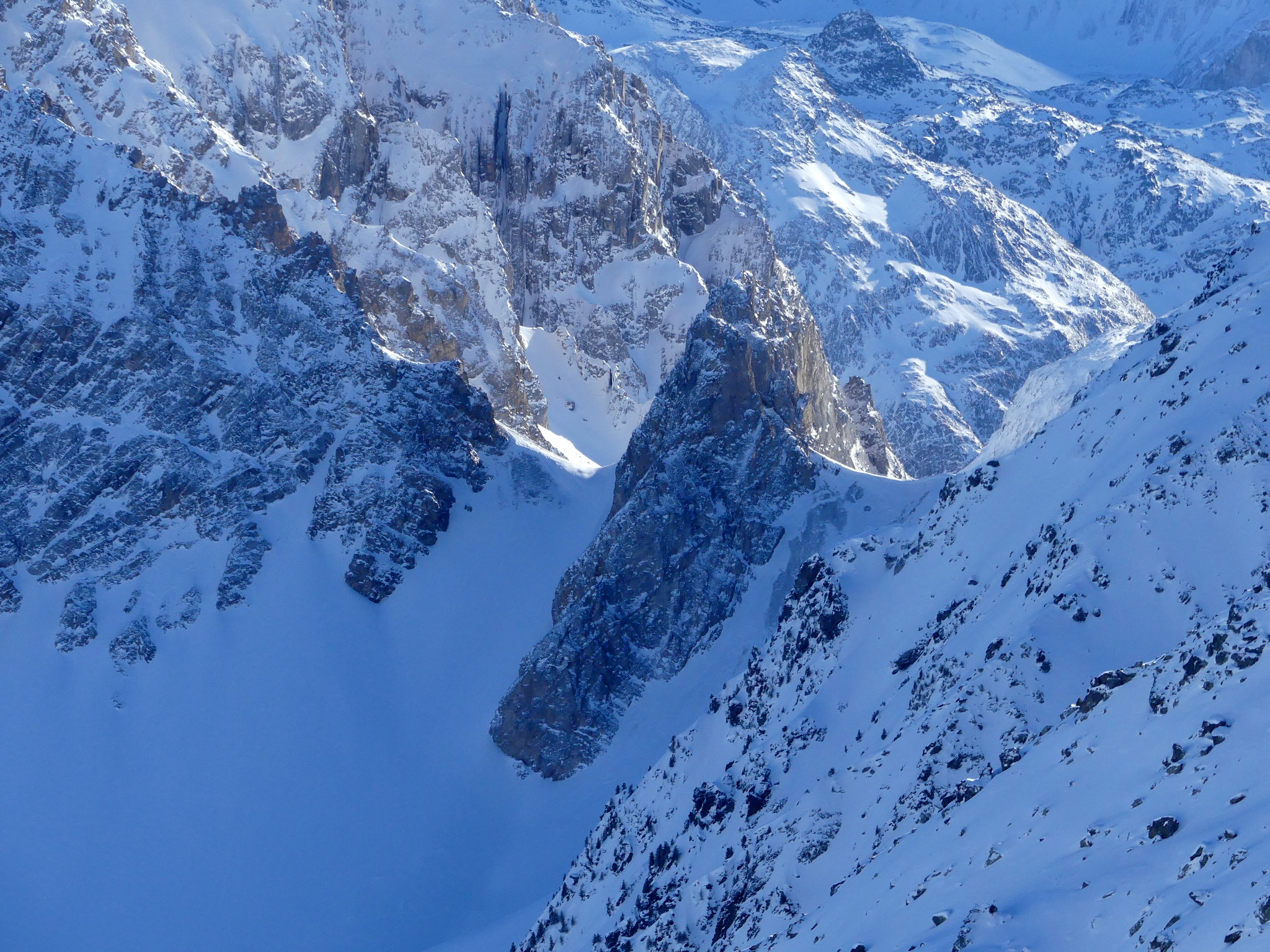
Le col du Fruit et la pointe Émilienne enneigés en décembre depuis le sommet de la Saulire au nord-nord-ouest.

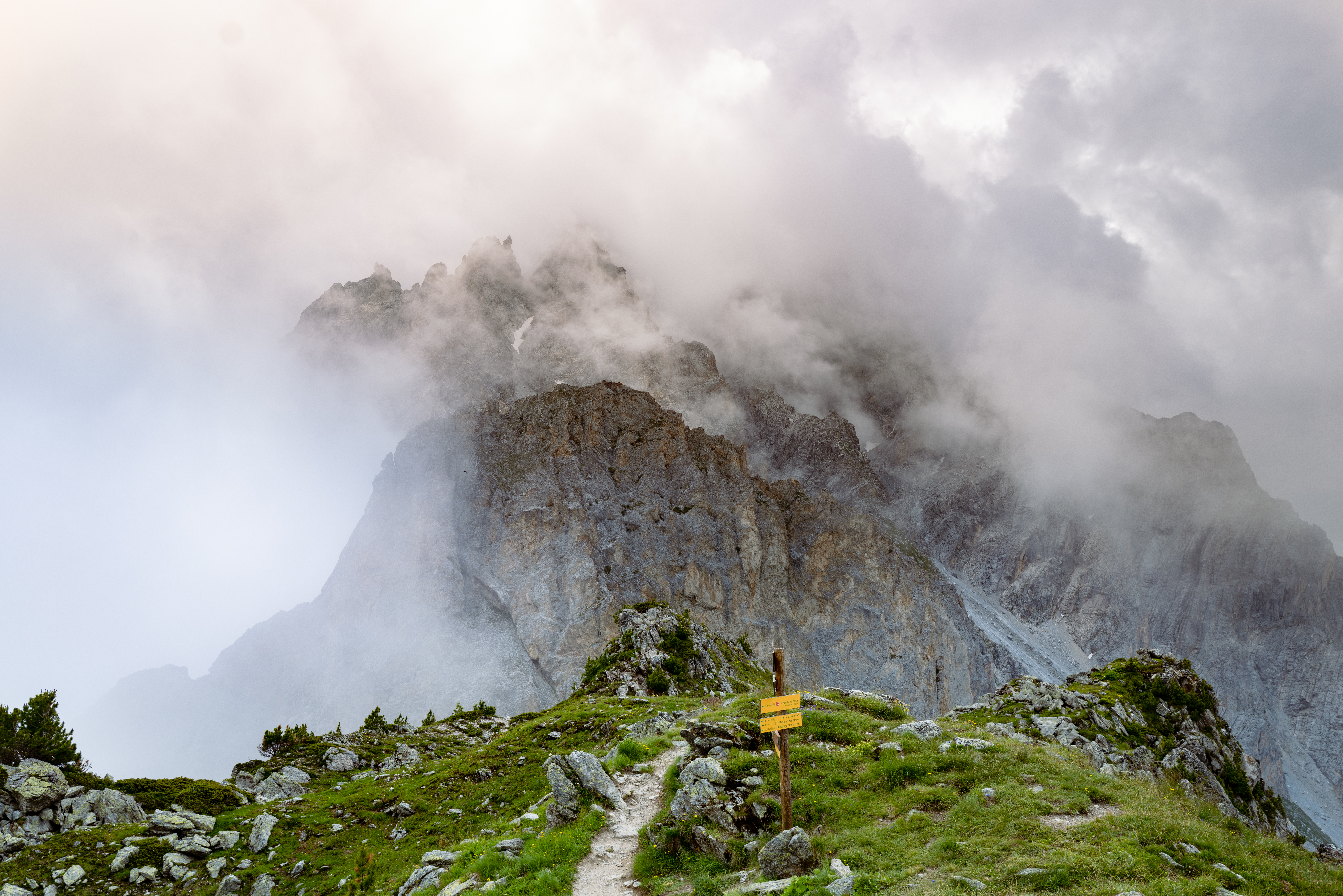
Vue depuis le col du Fruit au nord-ouest de la pointe Émilienne et de l'aiguille du Fruit dans les nuages.